# Papilio cephalus
Papilio cephalus is een vlinder uit de familie van de pages (Papilionidae). De wetenschappelijke naam van de soort is voor het eerst geldig gepubliceerd in 1890 door Frederick DuCane Godman & Osbert Salvin. Dit taxon wordt wel beschouwd als een kruising tussen Papilio menatius subsp. laetitia × Papilio garamas subsp. syedra (vergelijk Papilio diazi).